# كاتي بيل
كاتي بيل (بالإنجليزية: Katie Bell)‏ هي غطاسة أمريكية، ولدت في 5 فبراير 1988 في كولومبوس في الولايات المتحدة.

## وصلات خارجية
- كاتي بيل على موقع الاتحاد الدولي للسباحة (الإنجليزية)
- كاتي بيل على موقع اللجنة الأولمبية الدولية (الإنجليزية)
- كاتي بيل على موقع أوليمبيديا (الإنجليزية)
- كاتي بيل على موقع اللجنة الأولمبية والبارالمبية الأمريكية (الإنجليزية)